# (6285) Ingram
(6285) Ingram ist ein Asteroid des Hauptgürtels, der am 2. März 1981 von der US-amerikanischen Astronomen Schelte John Bus am Siding-Spring-Observatorium (IAU-Code 095) im Verlauf der U.K. Schmidt-Caltech Asteroid Survey entdeckt wurde.
Der Himmelskörper wurde am 24. Juni 2002 nach dem deutsch-amerikanischen Biologen und Biologieprofessor Vernon Ingram (1924–2006) benannt, der am Massachusetts Institute of Technology tätig war und 1956 die Ursache der Sichelzellenanämie entdeckte. Zusammen mit seiner Frau war er über 16 Jahre als Hauseltern des Studentenheims Ashdown House am MIT engagiert.